# Censura nella Repubblica Democratica Tedesca
(Winston Churchill)

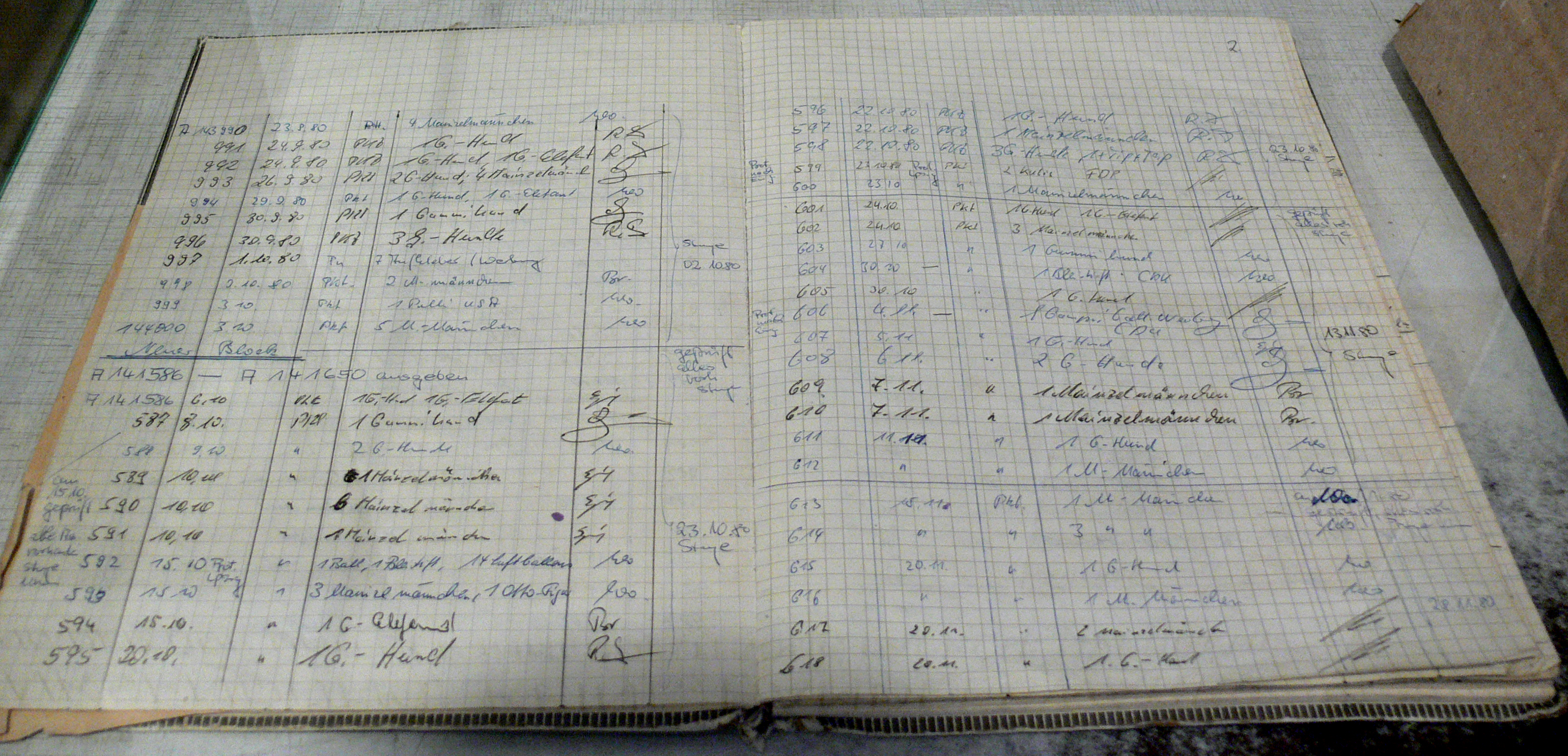
Libro in cui sono elencate le opere sequestrate dal governo della Repubblica Democratica Tedesca. L'opera, denominata Anschreibebuch, è oggi esposta al Deutsches Zollmuseum di Amburgo.

La censura nella Repubblica Democratica Tedesca venne rigidamente applicata, in maniera analoga a quella degli altri paesi del blocco sovietico, a partire dal 1949 e rimase in vigore fino al dissolvimento della RDT, quando, nel 1990, quest'ultima venne riunificata (Deutsche Wiedervereinigung) alla Repubblica Federale Tedesca.
La Germania dell'Est nel 1949 elaborò una costituzione che, formalmente, sanciva il diritto alla libertà di parola e di stampa; nonostante ciò la storia della DDR fu segnata da numerosissimi atti censori.
Difatti, in quasi tutti i settori (letterario, cinematografico, giornalistico, televisivo e musicale) vennero censurate tutte le opere che, in un modo o nell'altro, criticavano il sistema socialista risultando simpatizzanti al fascismo.

## Storia

### Dal 1945 al 1949: la zona d'occupazione sovietica
La zona di occupazione sovietica della Germania, nata nel 1945, cessò di esistere nel 1949. Durante l'esistenza della stessa si applicò un rigido controllo dei media e della letteratura che non mirava ad estirpare la cultura occidentale dallo stato bensì a denazificarlo.
Inoltre, sempre nel settore sovietico della Germania, venne formato il Dipartimento di Propaganda (in russo управление пропаганды?), poi tramutatosi nell'Amministrazione delle Informazioni (in russo управление информации?), il quale gestiva gli atti censori e propagandistici; il direttore di tali amministrazioni fu, dal 1945 al settembre del 1949, l'ufficiale Sergei Ivanovich Tiulpanov.
Con la fondazione della Repubblica Democratica Tedesca, avvenuta nel 1949, la censura diverrà molto rigida e verrà applicata a tutte le arti ed i media.

### Dal 1949 al 1989: la Repubblica Democratica Tedesca

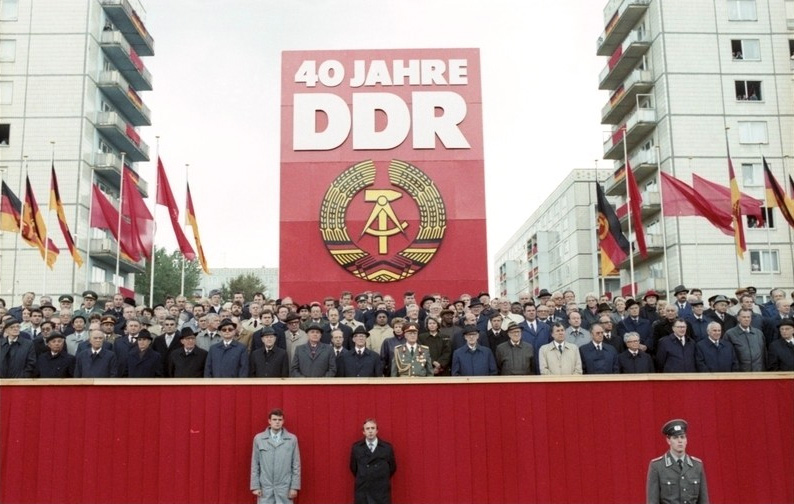
Una parata celebrativa a Berlino Est per i 40 anni della nascita della DDR.

Succede alla zona di occupazione sovietica la Repubblica Democratica Tedesca, spesso abbreviata in DDR, la quale venne fondata il 7 ottobre 1949.
La pubblicazione di qualsiasi elaborato era subordinata a un attento controllo dello stato; quest'ultimo la esaminava per verificarne l'aderenza "agli interessi nazionali". Inoltre, i giornalisti non approvati dal governo tedesco non potevano essere assunti in alcun modo.
L'obiettivo primario della censura applicata dalla Repubblica Democratica Tedesca era quello di proteggere gli interessi del comunismo. Infatti vennero sottoposte ad atti censori tutte le opere che criticavano il sistema socialista o che risultavano simpatizzanti al fascismo.
Tutti coloro che realizzavano scritti non graditi dal governo della DDR potevano subire pene più o meno varie (per più informazioni, vedi sotto).

## Quadro legislativo

### Affermazioni della costituzione
La costituzione originale della DDR (in lingua locale Verfassung), stilata nel 1949, non prevedeva la censura della stampa. L'articolo 9 della stessa affermava:

2. Eine Pressezensur findet nicht statt.»

2. Non vi sarà alcuna censura della stampa.»

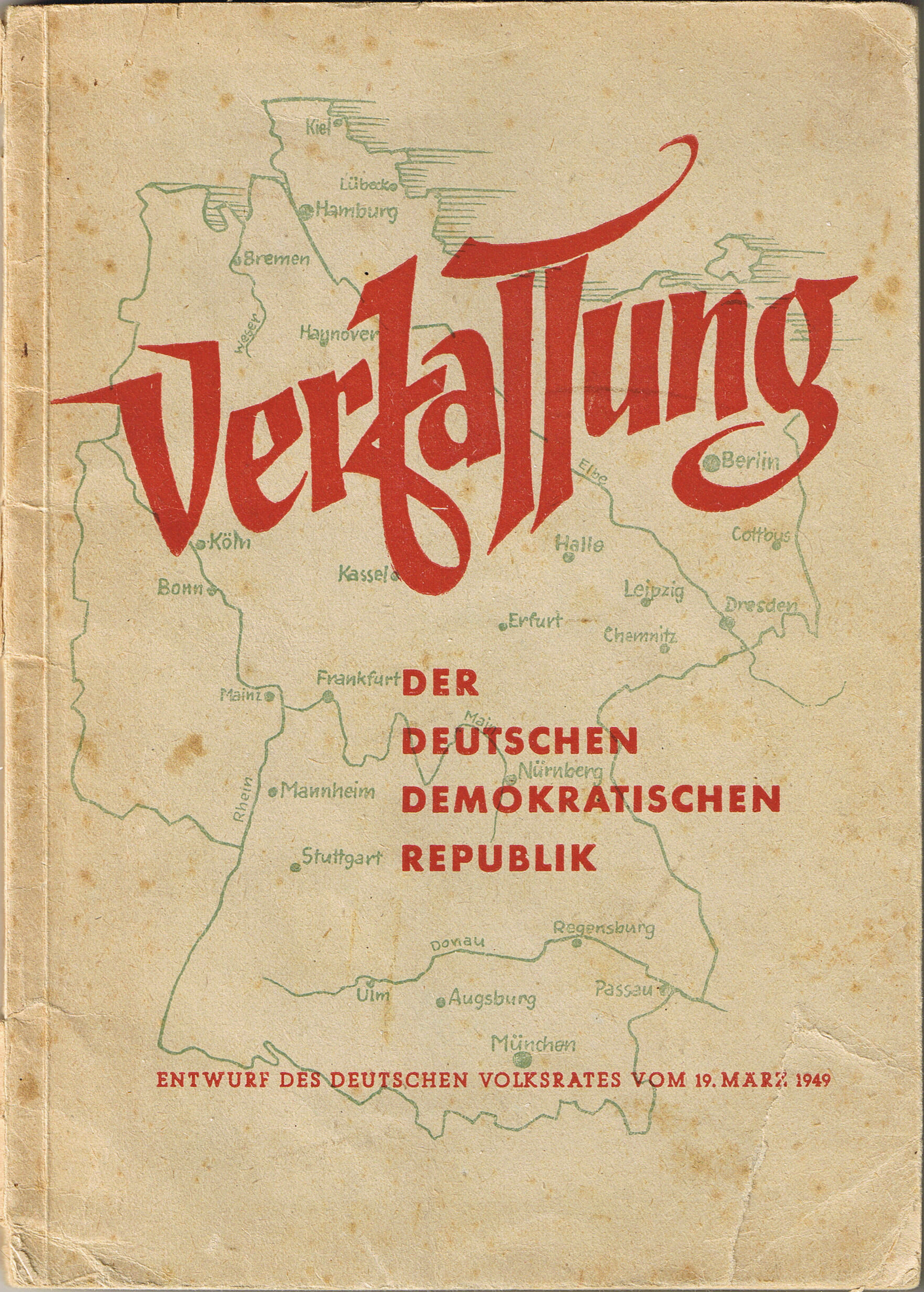
Ecco come appariva la costituzione della Repubblica Democratica Tedesca nel 1949.

Tuttavia, nella costituzione del 1968, non si ricorse più all'uso del termine "censura". Inoltre venne riformulato il nono articolo della Verfassung, il quale venne incluso nel neonato art. № 27.
Di seguito quel che attestava l'art. № 27:

2. Die Freiheit der Presse, des Rundfunks und des Fernsehens ist gewährleistet.»

2. Viene garantita la libertà della stampa, della radio e della televisione.»
Da ciò è possibile evincere che nella DDR non avrebbe dovuto verificarsi alcun atto censorio, viste le affermazioni della Verfassung tedesca.

### Diritto penale
Il codice penale della Germania dell'Est introdusse una serie di norme giuridiche che, in un modo o nell'altro, potevano rivelarsi contraddittorie rispetto alle affermazioni della costituzione.
Era punito:
- Articolo № 106 - Chi ricorreva all'uso di una «propaganda anti-stato» o di «mezzi per diffondere l'ideologia borghese».
- Articolo № 219 - Chi possedeva o distribuiva del materiale proveniente dall'Occidente.
- Articolo № 220 - Chi diffamava lo stato attraverso l'ausilio di riviste, radio o televisioni.
- Articolo № 245, 246 - Chi compiva un "tradimento segreto", ovvero diffondeva informazioni riguardanti la Repubblica Democratica Tedesca alle potenze occidentali.

Chi non rispettava le norme stabilite dalla DDR poteva subire delle pene variabili. Infatti chi infrangeva tali regole poteva ricevere un semplice ammonimento oppure una multa. Altre volte, invece, si ricorse ad arresti, alla detenzione domiciliare, all'espulsione dal Partito Socialista Unificato di Germania (SED), solo per coloro che ne erano membri; in alcuni casi eccezionali venne imposto perfino l'esilio in altri paesi facenti parte del blocco sovietico.

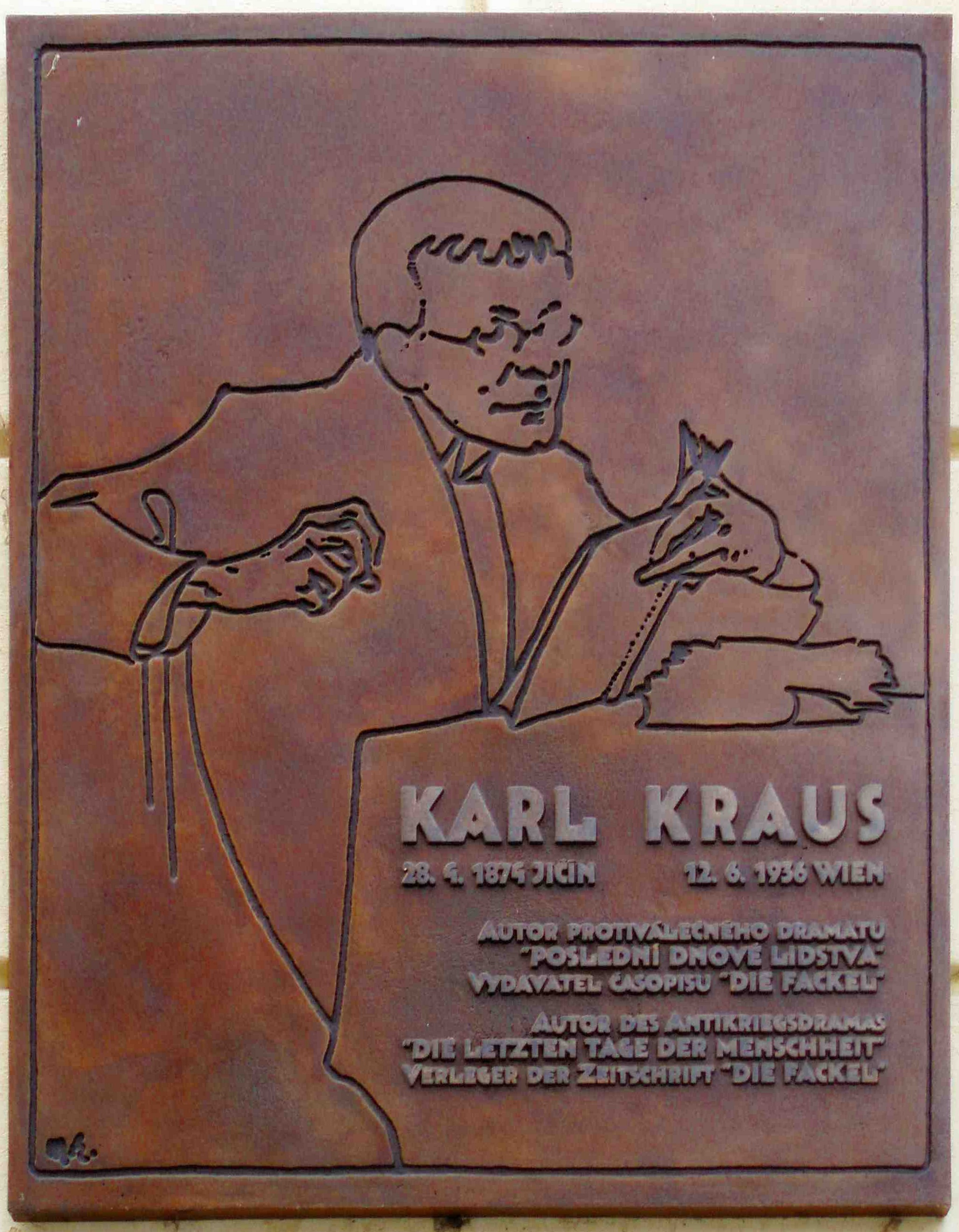
Lo scrittore tedesco Karl Kraus affermò che «la satira, vittima della censura, era proibita dalla legge».

## Quadro generale

### Censura letteraria
In ambito letterario vennero applicate numerosissime censure. Difatti ciascuna delle 80 case editrici della DDR era strettamente controllata dal Ministero della Cultura, che aveva il potere di approvare (o respingere) la pubblicazione di un'opera, indipendentemente dalle decisioni precedentemente prese dagli editori.
Un libro, prima di essere stampato, doveva essere esaminato dal Ministero. Tuttavia, dato che la censura ufficialmente non era accettata, non c'erano delle regole uniformi: quindi una decisione poteva essere condizionata dagli obiettivi politici del blocco sovietico oppure dal gusto di ogni funzionario.
Furono sottoposte ad atti censori molte opere di romanzieri ben noti, quali Stefan Heym, Irmtraut Morgner e Werner Braunig. Tra le tante cose, vennero censurati anche un libro di Ferdinand Lassalle, che venne inteso come «una critica al sistema socialista», e alcuni romanzi degli scrittori Heiner Müller e Irmtraut Morgner.

### Censura cinematografica

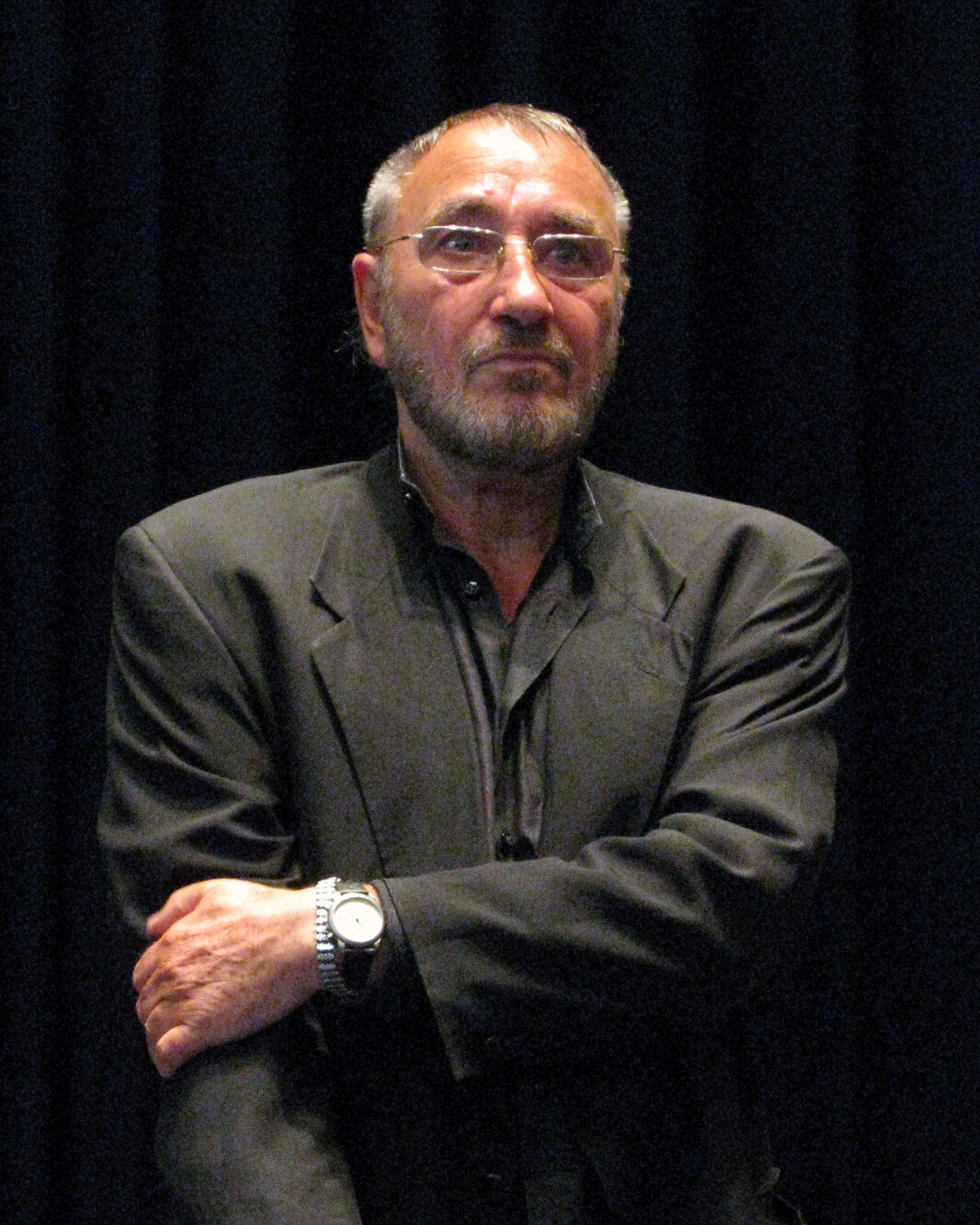
Il film Jahrgang 45, in cui Jürgen Böttcher (nell'immagine) era il regista, venne censurato dalla DDR.

Anche se la costituzione del 1968 aveva effettivamente promesso la libertà di espressione, la DDR continuò ad effettuare liberamente atti censori dove essa riteneva necessario, anche senza avere una base giuridica.
Solitamente venivano censurate le seguenti categorie di film:
- Le proiezioni in cui si sottolineava che la vita in Occidente era nettamente migliore rispetto a quella in Oriente;
- I film di atmosfera liberale;
- Le pellicole nelle quali si esprimeva un desiderio di migliorare il socialismo.

Vi erano comunque molti tipi di censura cinematografica.
In alcuni film vennero solo eliminati degli spezzoni, che in un modo o nell'altro potevano risultare ostili al partito. Per esempio nel film Spur der Steine, realizzato nel 1966 sotto la regia di Frank Beyer, vennero eliminate alcune scene poiché davano «una visione distorta della realtà socialista, del suo partito glorioso e dei sacrifici dei suoi membri».
Per altre proiezioni, invece, toccò un destino peggiore: in questo caso, venne vietata totalmente la loro visione e riproduzione. Fra i più importanti si annoverano:
- Sonnensucher;
- Das Kaninchen bin ich;
- Denk bloß nicht, ich heule;
- Berlin um die Ecke;
- Jahrgang 45;
- Karla;
- Spur der Steine;
- Der verlorene Engel;
- Jadup und Boel.

Venne comunque vietata la visione di molti altri film.

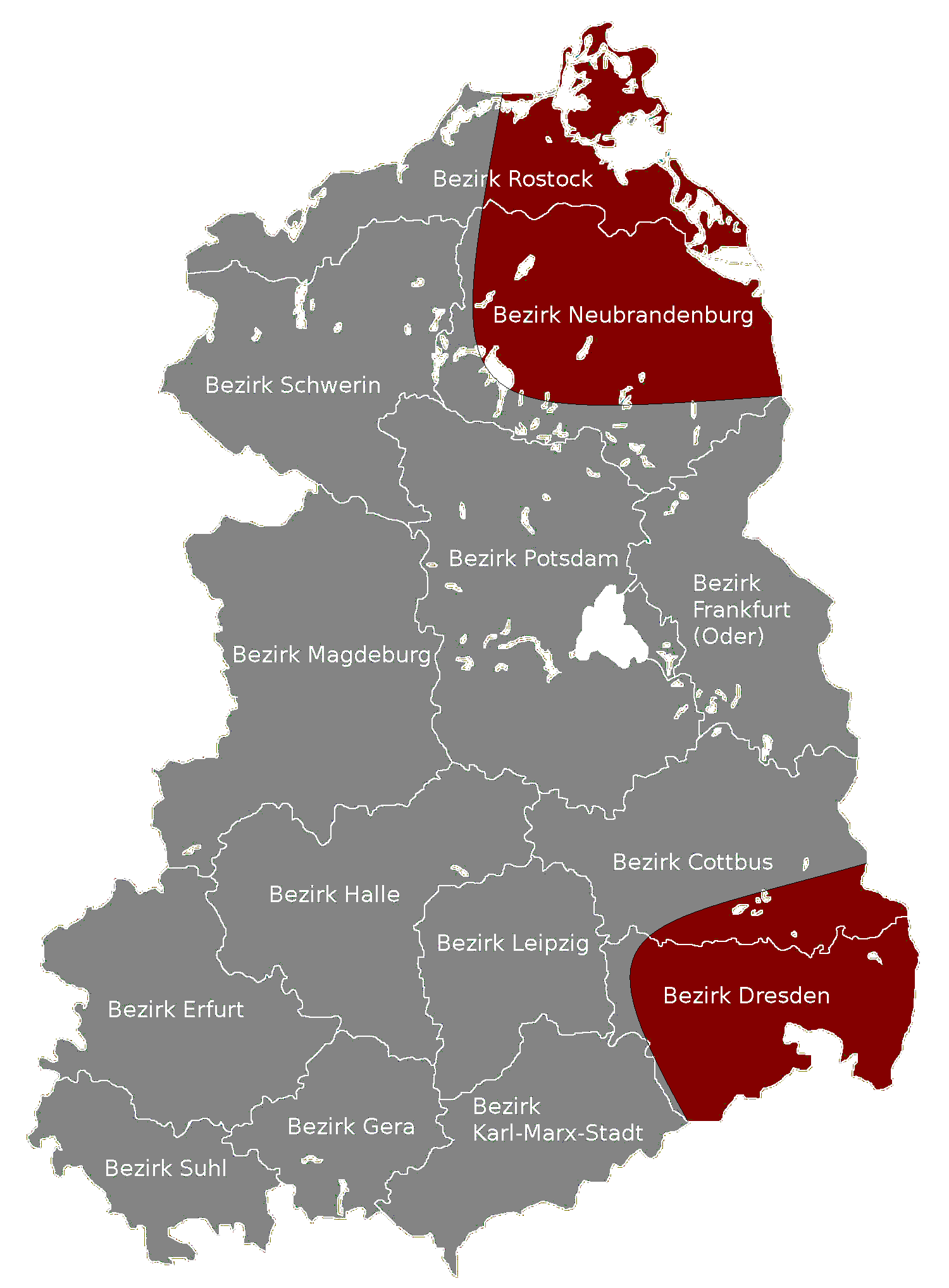
La Germania dell'Est; la Tal der Ahnungslosen è evidenziata in rosso.

### Censura giornalistica
Tutti i giornali vennero allineati secondo il volere della DDR. Infatti nel 1950 venne steso un elenco dove erano riportate tutte le riviste la cui distribuzione era vietata; in quest'ultimo è possibile trovare per esempio il noto settimanale Sputnik, censurato dalle autorità della DDR poiché alcuni suoi contenuti risultavano ostili al governo della Germania dell'Est.
Tutti gli articoli venivano controllati da un Zentralkomitee, ovvero un Comitato Centrale, il quale poteva decidere se pubblicare o meno un certo scritto. Tutti gli articoli che non corrispondevano all'ideologia sovietica venivano duramente penalizzati; non raramente vi sono state delle sanzioni economiche a giornalisti o gruppi editoriali.

### Censura della radio e della televisione
La censura della radio e della televisione è stata, in assoluto, la risorsa meno efficace presa dal governo della Germania orientale. Infatti in tutto il paese era possibile vedere i programmi televisivi o radiofonici occidentali a parte in un'area, la cosiddetta Tal der Ahnungslosen (in italiano Valle della Disinformazione), dove a causa delle condizioni topografiche e atmosferiche era impossibile recepire i segnali TV dall'Occidente.
Di conseguenza quasi tutti i cittadini della DDR assistevano ai programmi occidentali, sfuggendo così ai rigidi controlli del governo della Germania dell'Est (ed infrangendo per di più il codice penale, art. № 219); infatti i programmi televisivi della Germania dell'Est erano guardati ben poco dagli abitanti di quest'ultima, considerando che nel 1982 nel paese vi era una sola emittente televisiva, la cui sede era nel settore orientale di Berlino.

### Censura musicale

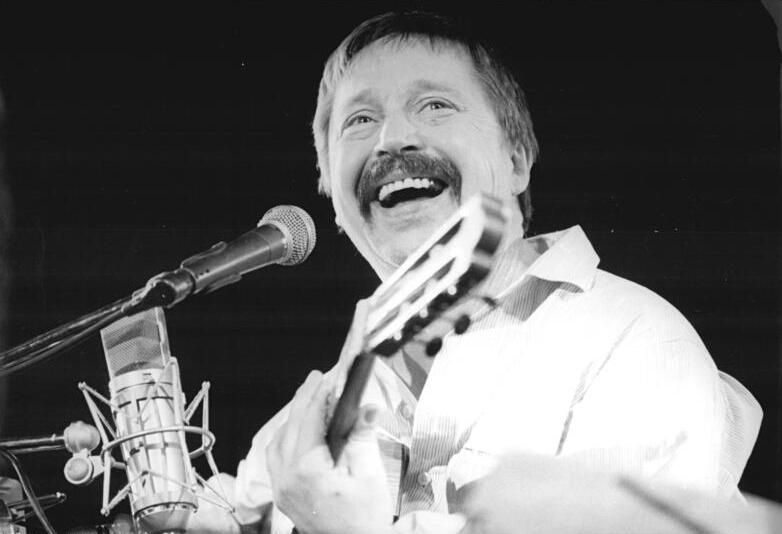
Il cantautore tedesco Wolf Biermann si esibisce a Lipsia nel 1989.

La rigida censura applicata dalla DDR colpì anche la musica. In un modo simile a quanto accadde con i libri, ciascun brano era controllato dal governo; difatti, prima di procedere con la pubblicazione di una canzone, quest'ultima doveva dapprima essere esposta al Ministero della Cultura, che ne poteva decidere le sorti.
Molti furono i cantautori le cui opere vennero sottoposte alla censura. Per esempio nel 1976 venne impedita la distribuzione dei brani di Wolf Biermann, che criticò apertamente la Germania orientale durante un suo concerto; il cantante, inoltre, venne privato della cittadinanza ed espatriato per «aver gravemente violato i doveri del cittadino». Molti cantautori tedeschi, come Manfred Krug e Nina Hagen, protestarono contro le ingiustizie subite da Biermann, ma il governo della DDR rispose censurando anche le canzoni degli artisti citati.
Inoltre, come è ben facile pensare, furono sottoposte ad atti censori anche tutte le canzoni provenienti dagli stati occidentali. Questo è quello che successe al singolo di Udo Jürgens Es war einmal ein Luftballon; venne infatti vietato l'ascolto di quest'ultimo fino al 1987.
Vennero sottoposti ad atti di censura perfino i dischi dei Beatles, che vennero reputati di «mentalità antisocialista».